# Syngramma magnifica
Syngramma magnifica är en kantbräkenväxtart som först beskrevs av Edwin Bingham Copeland, och fick sitt nu gällande namn av Holtt. Syngramma magnifica ingår i släktet Syngramma och familjen Pteridaceae. Inga underarter finns listade.